# 隆根
隆根是德国莱茵兰-普法尔茨州的一个市镇。总面积0.97平方公里，总人口84人，其中男性42人，女性42人（2011年12月31日），人口密度87人/平方公里。